# Paolo Danieli
Paolo Danieli (Ancona, 12 agosto 1950) è un politico italiano.

## Biografia
Nasce ad Ancona il 12 agosto 1950 da genitori veneti. Vive a Verona dal 1954 dove ha frequentato le scuole conseguendo la maturità classica al liceo Scipione Maffei. Si è laureato in Medicina e Chirurgia presso l'Università di Padova, dove si è specializzato in odontoiatria. Svolge la libera professione a Verona.

## Carriera politica
La politica costituisce la sua grande passione. Ha frequentato la sede storica del Movimento Sociale Italiano di Verona fin dal 1965. Dopo una breve esperienza extra-parlamentare nel movimento “Europa Civiltà” si è iscritto al Movimento Sociale nel 1969, dove ha sempre svolto la sua attività. Tra l'altro è stato redattore, nei primi anni '70, di un notiziario telefonico, primo tentativo di una comunicazione “moderna” che andasse oltre la classica propaganda cartacea. Nel '77 è stato animatore di una delle prime radio private a carattere politico, “Onda Europa”.
Danieli è stato tra i promotori del rinnovamento generazionale del MSI che a Verona ha avuto una delle realtà più vivaci. Espulso con l'intero gruppo dirigente e militante all'epoca della gestione di Pino Rauti nella seconda metà degli anni'80, vi è rientrato con l'elezione di Fini alla segreteria nazionale nel novembre del 1991.
Nel ‘92 viene eletto in Parlamento assieme a Nicola Pasetto, leader veneto della destra giovanile. Viene riconfermato al Senato per quattro legislature. Nel '94 è stato tra i fondatori di Alleanza Nazionale. Coordinatore regionale tra il 1998 ed il 2002 è stato poi Presidente della Consulta nazionale della Sanità e capogruppo in Commissione Sanità del Senato.
Uscito da AN nel 2007, ha fondato La Destra con Francesco Storace, che però ha lasciato per dissensi politici. Ha collaborato negli anni con diversi giornali e riviste. 
Nel 2009 fonda insieme a Leonardo Ferrari il centro politico-culturale "L'Officina", laboratorio politico per la ricostruzione della destra e del centrodestra attivo a livello locale. Alle elezioni comunali veronesi del 2012 L'Officina promuove la candidatura di alcuni suoi esponenti nella lista civica Tosi per Verona, riuscendo ad eleggere un consigliere. Alle elezioni del 2017 sostiene il candidato sindaco Federico Sboarina, con candidati nelle liste Sboarina Sindaco e Fratelli d'Italia, eleggendo in quest'ultima Leonardo Ferrari. Nel 2022 Danieli si candida personalmente come consigliere nella lista Sboarina Sindaco, sostenendo anche due candidati dell'Officina presenti in Fratelli d'Italia, nessuno dei quali entra in consiglio.